# Paleothyris
Paleothyris acadiana
Genre
Espèce
Paleothyris est un genre éteint de reptiles connu via l'espèce Paleothyris acadiana, qui a vécu en Nouvelle-Écosse au Pennsylvanien moyen (Carbonifère), il y a entre 315,2 ± 0,2 et 307,0 ± 0,1 Ma (millions d'années).